# تشيما ديل سيراغليو
تشيما ديل سيراغليو (بالإنجليزية: Cima del Serraglio)‏ هو أحد جبال سلسلة جبال الألب أورتلير ويقع في كانتون غراوبوندن في سويسرا. يحتل المرتبة رقم 296 في قائمة جبال سويسرا من حيث الارتفاع، إذ يبلغ ارتفاعه حوالي 2685 متر، بينما يبلغ ارتفاع نتوء الجبل 350 متر.